# Prin urechile acului
Prin urechile acului (engl.The Eye of the Needle) este un roman thriller scris de Ken Follett, care a fost publicat în 1981. Romanul scriitorului britanic a fost și ecranizat sub același nume.

## Descrierea acțiunii
Acțiunea romanului începe în anul 1940 în Anglia. Heinrich Rudolf Hans von Müller-Güder este un spion german care operează în Anglia sub numele Henry Faber. Este poreclit „Acul”, de la stiletul subțire cu care lichidează persoanele devenite incomode. 
În anul 1944 „Acul” primește o sarcină deosebit de importantă pentru Germania, și anume să observe și să aprecieze potențialul bazelor militare britanice. Ca măsură de prevedere, superspionul german lichidează cu sânge rece un alt spion german, pe care bănuia că serviciul secret englez MI5 (Security Service) îl avea sub observație.
Prin aceasta comite greșeala de a atrage atenția agenților Godliman și Bloggs asupra crimei care se bănuiește că este în legătură cu uciderea doamnei Garden. Acțiunea de vânare a spionului începe când tânărul Parkins, îl recunoaște pe Faber pe o poză veche ca fostul chiriaș a doamnei Garden. Faber reușește să ajungă în Anglia de sud cu o barcă închiriată, unde se afla o bază mare militară engleză, care era de fapt constituită din avioane și blindate fantomă, confecționate din lemn și pânză. Spionul documentează descoperirea sa neașteptată cu fotografii, prin care poate dovedi că debarcarea aliaților nu are loc la Calais ci în Normandia. La întoarcere la barcă este nevoit să ucidă 4 membri ai gărzilor patriotice engleze, care încercaseră să-l aresteze.
După developarea filmelor fotografice, predă fotografiile la consulatul portughez, dar pentru siguranță reține negativul. Un agent de la Consulatul portughez predă serviciului secret englez, fotografiile bazei militare. Acum pericolul pe care-l prezintă negativul deținut de spionul german devine clar agenților englezi Godliman și Bloggs. În tren spre Scoția, Faber îl ucide pe tânărul Parkins după ce îl recunoaște deghizat în conductor. Avertizat acum că este urmărit, spionul german ajunge în Aberdeen. Din cauza furtunii nu reușește să ia legătura cu submarinul german din Marea Nordului. Cu o barcă, Henry Faber naufragiază pe o insulă, unde mai ucide două persoane, în cele din urmă fiind împușcat de văduva victimei spionului, cu care avusese în prealabil o aventură.